# Amblyrhynchus cristatus nanus
Amblyrhynchus cristatus nanus is een ondersoort van de zeeleguaan (Amblyrhynchus cristatus). De ondersoort werd voor het eerst wetenschappelijk beschreven door Samuel Garman in 1892.
De zeeleguaan komt voor op de Galapagoseilanden, bij de kust van Ecuador. Het exacte verspreidingsgebied verschilt per ondersoort. Amblyrhynchus cristatus nanus komt endemisch voor op het eiland Genovesa. De ondersoortnaam nanus betekent 'dwerg' en slaat op het kleine lichaam, het is de kleinste ondersoort. Amblyrhynchus cristatus nanus heeft een geheel zwarte lichaamskleur, alle andere soorten hebben een grijzige kleur met soms rode vlekken.